# Cumulina
Die Maus Cumulina (* 3. Oktober 1997 in Honolulu; † 5. Mai 2000 ebenda) war das erste geklonte Nagetier. Sie wurde mit Hilfe der so genannten Honolulu-Technik, der intracytoplasmatischen Injektion eines Cumulus-Zellkernes in eine entkernte Eizelle, geschaffen. Cumulina brachte auf natürlichem Wege eigene, völlig gesunde Mäusekinder zur Welt.
Den Namen erhielt die Maus in Anlehnung an die angewandte Technik. Im Lateinischen bedeutet cumulatus so viel wie vermehrt oder Gipfel(punkt), im Italienischen heißt cumula Anhäufung.
Acht Monate vor ihrem Tod entfernten die Forscher einen aufgetretenen Hautkrebstumor. Das Tier starb in einem Alter von zwei Jahren und sieben Monaten, auf das Menschenalter entspricht das etwa 95 Jahren. Ihre präparierten Überreste sollen der Nachwelt im neuen „Institute for Biogenesis Research“ in Honolulu erhalten bleiben.